# Leichtathletik-Team-Europameisterschaft 2019
| 8. Leichtathletik-Team-Europameisterschaft                       | 8. Leichtathletik-Team-Europameisterschaft | 8. Leichtathletik-Team-Europameisterschaft | 8. Leichtathletik-Team-Europameisterschaft |
| ---------------------------------------------------------------- | ------------------------------------------ | ------------------------------------------ | ------------------------------------------ |
|                                                                  |                                            |                                            |                                            |
| Resultate Superliga (Endstand nach 40 Entscheidungen)            |                                            |                                            |                                            |
| Bydgoszcz – 9. bis 11. August 2019 Zdzisław-Krzyszkowiak-Stadion |                                            |                                            |                                            |
| Platz                                                            | Land                                       | Land                                       | Punkte                                     |
| 01                                                               | Polen                                      | Polen                                      | 345,0                                      |
| 02                                                               | Deutschland                                | Deutschland                                | 317,5                                      |
| 03                                                               | Frankreich                                 | Frankreich                                 | 316,5                                      |
| 04                                                               | Italien                                    | Italien                                    | 316,0                                      |
| 05                                                               | Großbritannien                             | Großbritannien                             | 302,5                                      |
| 06                                                               | Spanien                                    | Spanien                                    | 294,5                                      |
| 07                                                               | Ukraine                                    | Ukraine                                    | 224,0                                      |
| 08                                                               | Tschechien                                 | Tschechien                                 | 219,5                                      |
| 09                                                               | Schweden                                   | Schweden                                   | 210,5                                      |
| 10                                                               | Griechenland                               | Griechenland                               | 197,0                                      |
| 11                                                               | Finnland                                   | Finnland                                   | 190,0                                      |
| 12                                                               | Schweiz                                    | Schweiz                                    | 175,0                                      |
| ← Villeneuve-d’Ascq 2017                                         | ← Villeneuve-d’Ascq 2017                   | Chorzów 2021 →                             | Chorzów 2021 →                             |
|  abgestiegen in die 1. Liga der nächsten Team-EM                 |                                            |                                            |                                            |

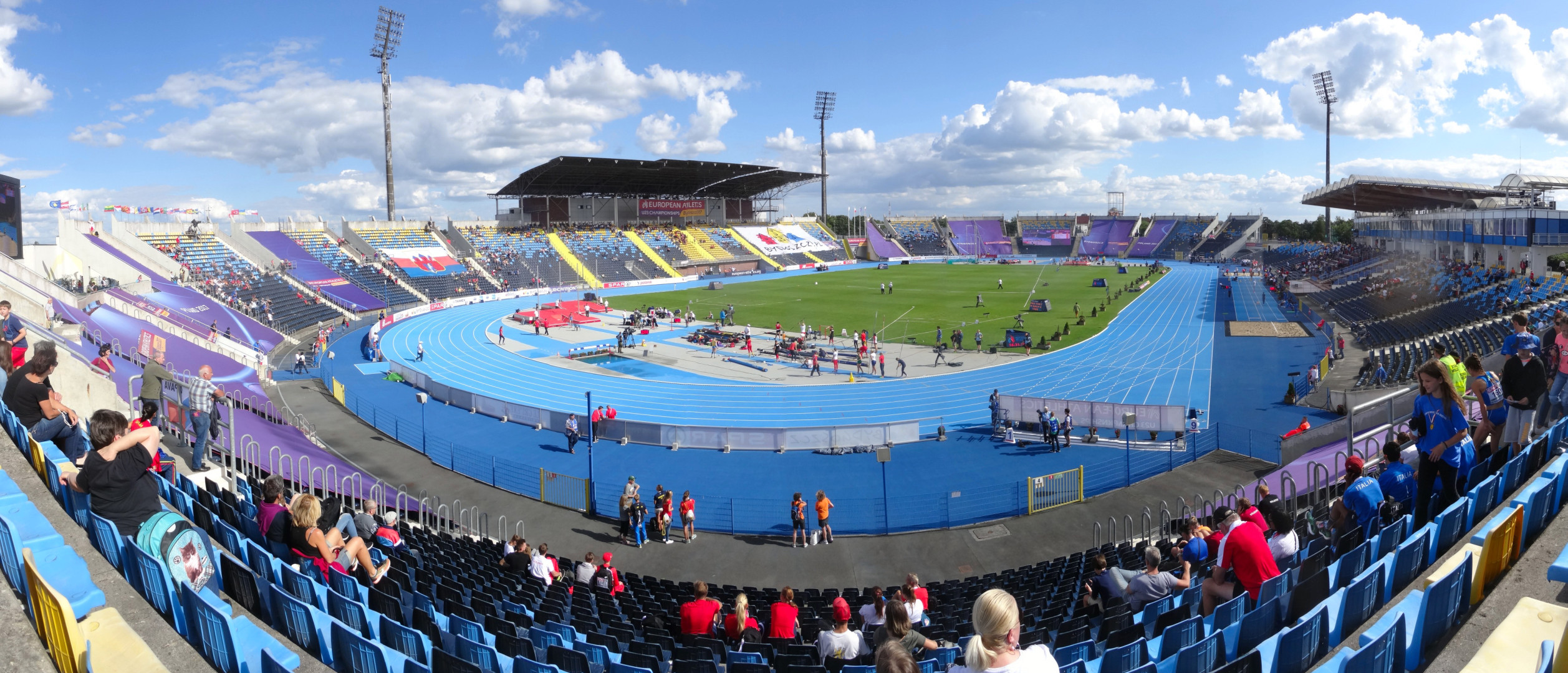
Das Zdzisław-Krzyszkowiak-Stadion von Bydgoszcz im Jahr 2017

Die 8. Leichtathletik-Team-Europameisterschaft (englischer Sponsorenname: 8th SPAR European Team Championships), kurz auch Team-EM, wurde vom 9. bis 11. August 2019 ausgetragen und umfasste vierzig Disziplinen (20 Männer, 20 Frauen). Team-Europameister 2019 wurde die gastgebende Mannschaft aus Polen.
Für die kommende Austragung sollte es eine Änderung der Teilnehmerzahlen in den verschiedenen Ligen geben, was durch entsprechende Regelungen bezüglich der Anzahl von Auf- und Absteigern bei den diesjährigen Wettbewerben zu realisieren war. Für die Superliga waren zukünftig nur noch acht statt zwölf Teams vorgesehen, für die 1. und 2. Liga je zwölf Mannschaften. Die verbleibenden Teams sollten ab 2021 die 3. Liga bilden.

## Superliga

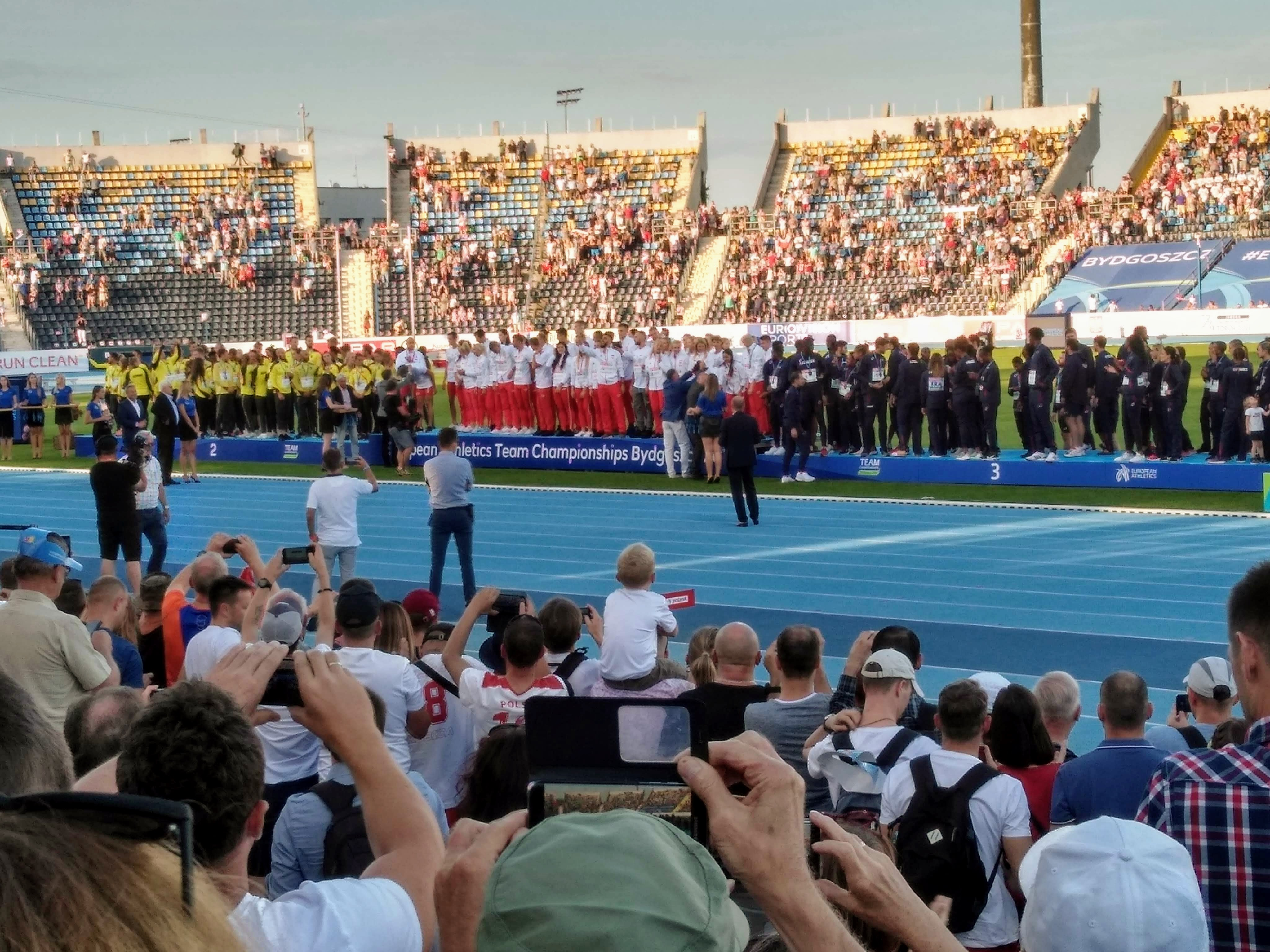
Siegerehrung in der Superliga am Ende der Team-EM 2019

Die Wettkämpfe der obersten Liga wurden im Zdzisław-Krzyszkowiak-Stadion der polnischen Stadt Bydgoszcz ausgetragen.
Nachdem die Superleague bedingt durch den Ausschluss Russlands bei der vergangenen Team-EM nur aus elf Teams bestanden hatte, gab es nun wieder zwölf Teilnehmer. Für die kommende Austragung war eine Reduzierung der Mannschaften von zwölf auf acht Teilnehmer vorgesehen. Deshalb mussten diesmal die fünf letzten Teams in die 1. Liga absteigen und gleichzeitig gab es nur einen Aufsteiger aus Liga 1. Die Absteiger waren am Ende Tschechien, Schweden, Griechenland, Finnland und die Schweiz.
Teilnehmer: Deutschland, Finnland, Frankreich, Griechenland, Großbritannien, Italien, Polen, Schweden, Schweiz, Spanien, Tschechien, Ukraine
Der Deutsche Leichtathletik-Verband (DLV) hatte 50 Athleten (je 25 Frauen und Männer) nominiert. Das als Titelverteidiger angetretene Team musste sich diesmal hinter den siegreichen Polen mit Rang zwei begnügen. Es war nach 2010 erst das zweite Mal, dass die deutsche Mannschaft den Wettbewerb nicht als Sieger beenden konnte, was allerdings zum Zeitpunkt der Team-EM hier in Bydgoszcz nicht klar war, denn die tatsächlichen Gesamtresultate der Team-Europameisterschaften ergaben sich erst nach dem sukzessiven Bekanntwerden von dopingbedingten Disqualifikationen zahlreicher Athletinnen und Athleten.

### Ergebnistabelle
Jede Nation ist in jeder Disziplin mit einem Athleten bzw. einer Staffel vertreten. Gewertet wird nach einem einfachen Punktesystem, das ausschließlich die Platzierung berücksichtigt. Die Nation des Siegers einer Disziplin erhält jeweils eine mit der Zahl der Teilnehmer identische Punktzahl. Die weiteren Punkte werden abnehmend bis zur Nation des Letztplatzierten mit einem Punkt vergeben.
| Event                                     | Event  | POL   | GER   | FRA   | ITA   | GBR   | ESP   | UKR   | CZE   | SWE   | GRC   | FIN   | CHE   |
| ----------------------------------------- | ------ | ----- | ----- | ----- | ----- | ----- | ----- | ----- | ----- | ----- | ----- | ----- | ----- |
| 100 Meter                                 | M      | 05,0  | 10,0  | 12,0  | 11,0  | 09,0  | 06,0  | 08,0  | 07,0  | 04,0  | 02,0  | 01,0  | 03,0  |
| 100 Meter                                 | F      | 10,0  | 05,0  | 12,0  | 08,0  | 11,0  | 09,0  | 03,0  | 07,0  | 02,0  | 06,0  | 04,0  | 01,0  |
| 200 Meter                                 | M      | 01,0  | 07,0  | 10,0  | 11,0  | 12,0  | 06,0  | 09,0  | 08,0  | 05,0  | 04,0  | 02,0  | 03,0  |
| 200 Meter                                 | F      | 07,0  | 10,0  | 09,0  | 06,0  | 11,0  | 05,0  | 03,0  | 01,0  | 02,0  | 08,0  | 04,0  | 12,0  |
| 400 Meter                                 | M      | 09,0  | 06,0  | 08,0  | 12,0  | 11,0  | 10,0  | 07,0  | 04,0  | 05,0  | 02,0  | 01,0  | 03,0  |
| 400 Meter                                 | F      | 12,0  | 04,0  | 09,0  | 10,0  | 07,0  | 02,0  | 06,0  | 08,0  | 05,0  | 03,0  | 01,0  | 11,0  |
| 800 Meter                                 | M      | 12,0  | 09,0  | 06,0  | 07,0  | 11,0  | 10,0  | 01,0  | 05,0  | 08,0  | 03,0  | 02,0  | 04,0  |
| 800 Meter                                 | F      | 07,0  | 10,0  | 12,0  | 02,0  | 11,0  | 06,0  | 08,0  | 05,0  | 03,0  | 01,0  | 09,0  | 04,0  |
| 1500 Meter                                | M      | 12,0  | 07,0  | 08,0  | 06,0  | 11,0  | 00,0  | 04,0  | 10,0  | 09,0  | 02,0  | 03,0  | 05,0  |
| 1500 Meter                                | F      | 12,0  | 11,0  | 03,0  | 04,0  | 07,0  | 08,0  | 05,0  | 10,0  | 06,0  | 01,0  | 09,0  | 02,0  |
| 3000 Meter                                | M      | 03,0  | 08,0  | 04,0  | 09,0  | 10,0  | 12,0  | 05,0  | 06,0  | 11,0  | 02,0  | 01,0  | 0 7,0 |
| 3000 Meter                                | F      | 09,0  | 08,0  | 05,0  | 11,0  | 04,0  | 10,0  | 01,0  | 02,0  | 12,0  | 03,0  | 06,0  | 07,0  |
| 5000 Meter                                | M      | 04,0  | 00,0  | 10,0  | 12,0  | 05,0  | 09,0  | 03,0  | 07,0  | 08,0  | 06,0  | 02,0  | 11,0  |
| 5000 Meter                                | F      | 04,0  | 12,0  | 09,0  | 08,0  | 10,0  | 11,0  | 02,0  | 05,0  | 07,0  | 00,0  | 03,0  | 06,0  |
| 110 Meter Hürden (M) 100 Meter Hürden (F) | M      | 09,0  | 10,0  | 11,0  | 07,0  | 06,0  | 12,0  | 02,0  | 01,0  | 04,0  | 08,0  | 05,0  | 03,0  |
| 110 Meter Hürden (M) 100 Meter Hürden (F) | F      | 10,0  | 11,0  | 04,0  | 12,0  | 09,0  | 05,0  | 07,0  | 03,0  | 01,0  | 06,0  | 08,0  | 02,0  |
| 400 Meter Hürden                          | M      | 12,0  | 10,0  | 11,0  | 03,0  | 09,0  | 07,0  | 01,0  | 08,0  | 02,0  | 04,0  | 06,0  | 05,0  |
| 400 Meter Hürden                          | F      | 10,0  | 04,0  | 06,0  | 09,0  | 07,0  | 03,0  | 11,0  | 12,0  | 05,0  | 01,0  | 02,0  | 08,0  |
| 3000 Meter Hindernis                      | M      | 10,0  | 07,0  | 06,0  | 08,0  | 09,0  | 12,0  | 05,0  | 04,0  | 00,0  | 03,0  | 11,0  | 02,0  |
| 3000 Meter Hindernis                      | F      | 08,0  | 12,0  | 07,0  | 04,0  | 10,0  | 11,0  | 01,0  | 05,0  | 03,0  | 02,0  | 09,0  | 06,0  |
| 4 × 100 Meter                             | M      | 09,0  | 11,0  | 00,0  | 07,0  | 12,0  | 08,0  | 10,0  | 00,0  | 04,0  | 06,0  | 03,0  | 05,0  |
| 4 × 100 Meter                             | F      | 06,0  | 09,0  | 12,0  | 07,0  | 10    | 08,0  | 04,0  | 05,0  | 01,0  | 02,0  | 03,0  | 11,0  |
| 4 × 400 Meter                             | M      | 10,0  | 02,0  | 11,0  | 12,0  | 00,0  | 09,0  | 07,0  | 08,0  | 03,0  | 05,0  | 04,0  | 06,0  |
| 4 × 400 Meter                             | F      | 12,0  | 08,0  | 07,0  | 10,0  | 11,0  | 06,0  | 09,0  | 04,0  | 02,0  | 05,0  | 01,0  | 03,0  |
| Hochsprung                                | M      | 08,0  | 09,0  | 07,0  | 10,0  | 11,0  | 12,0  | 06,0  | 02,0  | 04,0  | 05,0  | 01,0  | 03,0  |
| Hochsprung                                | F      | 08,0  | 09,0  | 05,0  | 10,0  | 02,0  | 03,5  | 12,0  | 03,5  | 11,0  | 07,0  | 00,0  | 06,0  |
| Stabhochsprung                            | M      | 12,0  | 04,5  | 10,0  | 08,0  | 03,0  | 06,0  | 00,0  | 07,0  | 11,0  | 09,0  | 04,5  | 02,0  |
| Stabhochsprung                            | F      | 03,0  | 00,0  | 09,5  | 08,0  | 04,5  | 02,0  | 11,0  | 07,0  | 09,5  | 12,0  | 04,5  | 06,0  |
| Weitsprung                                | M      | 10,0  | 05,0  | 03,0  | 09,0  | 06,0  | 11,0  | 08,0  | 01,0  | 02,0  | 12,0  | 07,0  | 04,0  |
| Weitsprung                                | F      | 02,0  | 12,0  | 10,0  | 05,0  | 11,0  | 09,0  | 01,0  | 03,0  | 06,0  | 07,0  | 08,0  | 04,0  |
| Dreisprung                                | M      | 08,0  | 06,0  | 10,0  | 05,0  | 12,0  | 04,0  | 03,0  | 02,0  | 09,0  | 07,0  | 11,0  | 01,0  |
| Dreisprung                                | F      | 05,0  | 07,0  | 03,0  | 10,0  | 06,0  | 11,0  | 09,0  | 01,0  | 04,0  | 12,0  | 08,0  | 02,0  |
| Kugelstoßen                               | M      | 12,0  | 09,0  | 10,0  | 07,0  | 08,0  | 04,0  | 06,0  | 11,0  | 05,0  | 03,0  | 02,0  | 01,0  |
| Kugelstoßen                               | F      | 09,0  | 12,0  | 03,0  | 05,0  | 10,0  | 04,0  | 08,0  | 07,0  | 11,0  | 02,0  | 06,0  | 01,0  |
| Diskuswurf                                | M      | 12,0  | 11,0  | 05,0  | 09,0  | 03,0  | 08,0  | 07,0  | 06,0  | 10,0  | 04,0  | 02,0  | 01,0  |
| Diskuswurf                                | F      | 09,0  | 12,0  | 11,0  | 07,0  | 05,0  | 02,0  | 06,0  | 04,0  | 03,0  | 10,0  | 08,0  | 01,0  |
| Hammerwurf                                | M      | 12,0  | 06,0  | 11,0  | 05,0  | 03,0  | 09,0  | 07,0  | 02,0  | 04,0  | 10,0  | 08,0  | 01,0  |
| Hammerwurf                                | F      | 11,0  | 08,0  | 12,0  | 09,0  | 03,0  | 06,0  | 10,0  | 07,0  | 01,0  | 02,0  | 05,0  | 04,0  |
| Speerwurf                                 | M      | 10,0  | 12,0  | 03,0  | 07,0  | 01,0  | 09,0  | 04,0  | 11,0  | 05,0  | 02,0  | 08,0  | 06,0  |
| Speerwurf                                 | F      | 11,0  | 04,0  | 12,0  | 06,0  | 01,0  | 09,0  | 05,0  | 10,0  | 03,0  | 08,0  | 07,0  | 02,0  |
| Gesamt                                    | Gesamt | 345,0 | 317,5 | 316,5 | 316,0 | 302,5 | 294,5 | 225,0 | 219,5 | 210,5 | 197,0 | 190,0 | 175,0 |
| Männer                                    | Männer | 180,0 | 149,5 | 156,0 | 165,0 | 152,0 | 164,0 | 103,0 | 110,0 | 113,0 | 099,0 | 084,5 | 076,0 |
| Frauen                                    | Frauen | 165,0 | 168,0 | 160,5 | 151,0 | 150,5 | 130,5 | 122,0 | 109,5 | 097,5 | 098,0 | 105,5 | 099,0 |

## 1. Liga
Die Wettbewerbe der 1. Liga fanden mit elf Teams vom 9. bis 11. August im Sandnes Stadion der norwegischen Stadt Sandnes statt. Die eigentlich vorgesehene Teilnehmerzahl zwölf kam nicht zustande, weil das bereits im letzten Jahr ausgeschlossene und deshalb in die 1. Liga abgestiegene Land Russland wegen seiner Dopingpraktiken weiterhin nicht zugelassen war. Grundlage dafür waren die im McLaren-Report ausführlich aufgezeigten Praktiken des russischen Staatsdopings.
Bedingt durch die vorgesehene Reduzierung der Superliga von zwölf auf acht Teams gab es Änderungen in der Auf- und Abstiegsregelung in Liga 1. Mit Portugal stieg eine Mannschaft in die Superliga auf. Absteigen sollten eigentlich vier Länder, daraus wurden jedoch drei, weil Irland seine Teilnahme in der kommenden Austragung zurückzog. So kam mit einem Aufsteiger aus der 2. Liga für 2021 die Anzahl der gewünschten zwölf Teilnehmer zustande. Für Russland war für den Fall der Wiederzulassung bei der nächsten Team-EM ebenfalls der Abstieg in die 2. Liga vorgesehen. Die drei Absteiger waren Ungarn, die Slowakei und Litauen.
Teilnehmer: Belarus, Belgien, Irland, Litauen, Niederlande, Norwegen, Portugal, Rumänien, Slowakei, Türkei, Ungarn

## 2. Liga
Seit der letzten Austragung bestand diese Klasse aus zwölf Mannschaften. Sie trugen ihre Wettkämpfe am 10. und 11. August im Varaždin Sport Park der kroatischen Stadt Varaždin aus. Mit Estland stieg ein Team in die 1. Liga auf. Absteigen mussten die vier Länder Zypern, Luxemburg, Georgien und Malta.
Teilnehmer: Bulgarien, Dänemark, Estland, Georgien, Israel, Kroatien, Lettland, Luxemburg, Malta, Österreich, Slowenien, Zypern

## 3. Liga
Mit dem Kosovo und San Marino stiegen zwei Länder neu in die 3. Liga der Team-EM ein. Die nun dreizehn Wettbewerber traten am 10. und 11. August in der Toše-Proeski-Arena der nordmazedonischen Stadt Skopje an. Als Aufsteiger setzte sich Island durch.
Teilnehmer: AASSE (kombiniertes Team „kleiner Länder“ mit Gibraltar, Liechtenstein und Monaco), Albanien, Andorra, Armenien, Aserbaidschan, Bosnien und Herzegowina, Island, Kosovo, Moldawien, Montenegro, Nordmazedonien, San Marino, Serbien

## Modus
Der Wettbewerbskatalog blieb weiter unverändert.
Die Team-EM wurde in Jahren mit Olympischen Sommerspielen und nach 2014 auch in Jahren mit Leichtathletik-Europameisterschaften nicht ausgetragen. Das heißt Leichtathletik-Team-Europameisterschaften fanden nach 2014 nur in ungeraden Jahren statt.
Jede Nation war in jeder Disziplin durch jeweils einen Athleten bzw. eine Staffel vertreten. Die Wertungssystematik wurde angewendet wie zuvor: Die Nation des Siegers einer Disziplin erhält in der Team-EM jeweils eine mit der Zahl der Teilnehmer identische Punktzahl, abnehmend bis zur Nation des Letztplatzierten mit einem Punkt. Männer und Frauen werden für das Endresultat gemeinsam gewertet.
Das System des Auf- bzw. Abstiegs zur Festlegung der Teilnehmer in den einzelnen Ligen wurde wie oben beschrieben fortgesetzt.
Unverändert übernommen wurde die zur Straffung der Veranstaltung im Europacup 1997 eingeführte und 2011 erweiterte Praxis mit Regeländerungen:
- Vertikale Sprünge: Wie üblich erfolgt das Ausscheiden nach drei Fehlversuchen bei einer Höhe. Darüber hinaus ist der Wettkampf für jeden Springer nach insgesamt vier individuellen Fehlversuchen beendet. Steht ein Springer als Sieger fest, darf er so lange weiterspringen, bis er drei Fehlsprünge hintereinander aufweist.
- Horizontale Sprünge/Kugelstoßen/Wurfdisziplinen: Jeder Athlet hat nur maximal vier Versuche. Alle Sportler erreichen die dritte Runde. Die vier danach Bestplatzierten erhalten einen weiteren Versuch. Alle Teilnehmer mit mindestens einem gültigen Versuch erhalten Punkte.

Die Durchführung und das Wertungssystem der Einzelrennen, die komplett in Bahnen zu absolvieren waren (100, 200, 400 Meter, 100 Meter Hürden, 110 Meter Hürden, 400 Meter Hürden) wurde von der letzten Austragung übernommen. Am ersten Tag gab es Ausscheidungsrennen, in denen die Läufer mit den drei jeweils schlechtesten Zeiten ausschieden und mit den Punkten 3, 2 und 1 gewertet wurden. Am zweiten bzw. dritten Wettkampftag traten die jeweils acht Besten aus den Ausscheidungsläufen noch einmal an und machten die endgültige Punktewertung in jeweils einem Rennen unter sich aus. Die Staffeln blieben von dieser Regel ausgenommen. Sie wurden weiterhin in zwei Zeitläufen entschieden. Diese Regelung wurde in der Superliga letztmalig angewendet, denn in den kommenden Jahren gab es dort nur noch höchstens acht Teilnehmer, sodass auch die in Bahnen zu absolvierenden Rennen in einem Lauf ausgetragen werden konnten.

## Sportliche Leistungen
Gute Leistungen gab es in den Ausscheidungsrennen über 100 Meter durch den Franzosen Jimmy Vicaut mit 10,07 s und den Italiener Marcell Jacobs mit 10,09 s. Im Finale am darauffolgenden Tag war der Gegenwind zu stark für besondere Zeiten. Im Kugelstoßen erzielte der Pole Michał Haratyk 21,83 m. Sein Landsman Wojciech Nowicki kam im Hammerwurf auf 78,84 m. Sehr eng ging es im 100-Meter-Hürdenlauf zu. In ihrem Ausscheidungsrennen erzielten die Italienerin Luminosa Bogliolo 12,83 s und die Polin Karolina Kołeczek 12,85 s. Im Finale siegte Luminosa Bogliolo in 12,87 s vor der zeitgleichen Deutschen Cindy Roleder. Nur eine Hundertstelsekunde dahinter kam Karolina Kołeczek ins Ziel. Die Griechin Katerina Stefanidi gewann den Stabhochsprung mit 4,70 m. Im Weitsprung erzielte Malaika Mihambo 7,11 m mit allerdings zu starkem Rückenwind.

## Doping
In diesem Jahr gab es in der Superliga eine dopingbedingte Disqualifikation:
- Anna Krassuzka, Ukraine – Weitsprung. Mittels der Dopingproben der Athletin vom 19. Februar 2019 wurden Verstöße gegen die Antidopingbestimmungen nachgewiesen. Anna Krassuzka wurde darauf für vier Jahre gesperrt und ihr wurden alle ab dem 20. Februar 2019 bis zum Ende der Sperre erzielten Ergebnisse aberkannt.[1]

Auch in den anderen Ligen kam es nur zu geringfügigen Verschiebungen in den Rängen der Teams durch nachträgliche Streichung von Resultaten gedopter Sportler. Ungerechtigkeiten bei den Absteigern oder nicht berechtigte Aufsteiger traten nicht auf.

## Ergebnisse 1. bis 3.Liga
| Länderwertungen (Endstand nach jeweils 40 Entscheidungen) | Länderwertungen (Endstand nach jeweils 40 Entscheidungen) | Länderwertungen (Endstand nach jeweils 40 Entscheidungen) | Länderwertungen (Endstand nach jeweils 40 Entscheidungen) | Länderwertungen (Endstand nach jeweils 40 Entscheidungen) | Länderwertungen (Endstand nach jeweils 40 Entscheidungen) | Länderwertungen (Endstand nach jeweils 40 Entscheidungen) | Länderwertungen (Endstand nach jeweils 40 Entscheidungen) | Länderwertungen (Endstand nach jeweils 40 Entscheidungen) |
| Liga 1 in Sandnes (NOR)                                   | Liga 1 in Sandnes (NOR)                                   | Liga 1 in Sandnes (NOR)                                   | Liga 2 in Varaždin (HRV)                                  | Liga 2 in Varaždin (HRV)                                  | Liga 2 in Varaždin (HRV)                                  | Liga 3 in Skopje (MKD)                                    | Liga 3 in Skopje (MKD)                                    | Liga 3 in Skopje (MKD)                                    |
| Platz                                                     | Land                                                      | Punkte                                                    | Platz                                                     | Land                                                      | Punkte                                                    | Platz                                                     | Land                                                      | Punkte                                                    |
| --------------------------------------------------------- | --------------------------------------------------------- | --------------------------------------------------------- | --------------------------------------------------------- | --------------------------------------------------------- | --------------------------------------------------------- | --------------------------------------------------------- | --------------------------------------------------------- | --------------------------------------------------------- |
| 01                                                        | Portugal                                                  | 298,0                                                     | 1                                                         | Estland                                                   | 336,5                                                     | 01                                                        | Island                                                    | 430,0                                                     |
| 02                                                        | Norwegen                                                  | 267,0                                                     | 2                                                         | Slowenien                                                 | 321,0                                                     | 02                                                        | Serbien                                                   | 427,0                                                     |
| 03                                                        | Belarus                                                   | 263,0                                                     | 3                                                         | Dänemark                                                  | 313,0                                                     | 03                                                        | Bosnien und Herzegowina                                   | 385,0                                                     |
| 04                                                        | Niederlande                                               | 249,5                                                     | 4                                                         | Kroatien                                                  | 307,0                                                     | 04                                                        | Moldau                                                    | 377,0                                                     |
| 05                                                        | Belgien                                                   | 244,0                                                     | 5                                                         | Lettland                                                  | 299,0                                                     | 05                                                        | Montenegro                                                | 283,0                                                     |
| 06                                                        | Türkei                                                    | 235,0                                                     | 6                                                         | Bulgarien                                                 | 298,0                                                     | 06                                                        | Armenien                                                  | 273,0                                                     |
| 07                                                        | Island                                                    | 229,5                                                     | 7                                                         | Österreich                                                | 276,0                                                     | 07                                                        | Nordmazedonien                                            | 263,0                                                     |
| 08                                                        | Rumänien                                                  | 228,5                                                     | 8                                                         | Israel                                                    | 273,5                                                     | 08                                                        | San Marino                                                | 228,5                                                     |
| 09                                                        | Ungarn                                                    | 220,0                                                     | 9                                                         | Zypern                                                    | 260,0                                                     | 09                                                        | Kosovo                                                    | 181,5                                                     |
| 10                                                        | Slowakei                                                  | 194,0                                                     | 10                                                        | Luxemburg                                                 | 181,0                                                     | 10                                                        | Albanien                                                  | 172,5                                                     |
| 11                                                        | Litauen                                                   | 180,5                                                     | 11                                                        | Georgien                                                  | 142,0                                                     | 11                                                        | Aserbaidschan                                             | 149,0                                                     |
|                                                           |                                                           |                                                           | 12                                                        | Malta                                                     | 097,0                                                     | 12                                                        | Andorra                                                   | 108,5                                                     |
|                                                           |                                                           |                                                           |                                                           |                                                           |                                                           | 13                                                        | AASSE                                                     | 072,0                                                     |

 qualifiziert für die nächsthöhere Liga der kommenden Team-EM

 abgestiegen in die nächst untere Liga der kommenden Team-EM

## Legende
Kurze Übersicht zur Bedeutung der Symbolik – so üblicherweise auch in sonstigen Veröffentlichungen verwendet:
| DNS | nicht am Start (did not start)">DNS                          |
| DNF | nicht im Ziel (did not finish)                               |
| DSQ | disqualifiziert                                              |
| DOP | wegen Dopingvergehens disqualifiziert                        |
| NMH | keine Höhe (No Mark)                                         |
| ogV | ohne gültigen Versuch                                        |
| w   | Rückenwindunterstützung über dem erlaubten Limit von 2,0 m/s |

## Superliga: Resultate der Einzeldisziplinen

### Männer

#### 100 m

##### Ausscheidungsrennen 1
| Platz  | Athlet                | Land | Zeit (s) |
| ------ | --------------------- | ---- | -------- |
| 1 (01) | Jimmy Vicaut          | FRA  | 10,07    |
| 2 (05) | Oleksandr Sokolow     | UKR  | 10,37    |
| 3 (07) | Ángel David Rodríguez | ESP  | 10,48    |
| 4 (08) | Jan Veleba            | CZE  | 10,51    |
| 5 (09) | Henrik Larsson        | SWE  | 10,56    |
| 6 (11) | Konstantinos Zikos    | GRC  | 10,82    |

In Klammern: Platzierung in der Gesamtwertung aus beiden Läufen
Die Sprinter auf den Rängen eins bis acht qualifizierten sich für das Finale. Die Teilnehmer auf den Plätzen neun bis elf schieden aus und gingen mit den hier erreichten Punkten in die Wertung ein.
 ausgeschieden
Datum: 9. August
Wind: +0,5 m/s

##### Ausscheidungsrennen 2
| Platz  | Athlet                 | Land | Zeit (s) |
| ------ | ---------------------- | ---- | -------- |
| 1 (02) | Marcell Jacobs         | ITA  | 10,09    |
| 2 (03) | Michael Pohl           | GER  | 10,24    |
| 3 (04) | Harry Aikines-Aryeetey | GBR  | 10,29    |
| 4 (05) | Remigiusz Olszewski    | POL  | 10,37    |
| 5 (10) | Sylvain Chuard         | CHE  | 10,62    |
| 6 (12) | Samuel Purola          | FIN  | 13,59    |

In Klammern: Platzierung in der Gesamtwertung aus beiden Läufen
Die Sprinter auf den Rängen eins bis acht qualifizierten sich für das Finale. Die Teilnehmer auf den Plätzen neun bis elf schieden aus und gingen mit den hier erreichten Punkten in die Wertung ein.
 ausgeschieden
Datum: 9. August
Wind: +1,6 m/s

##### Finale
| Platz | Athlet                 | Land | Zeit (min) |
| ----- | ---------------------- | ---- | ---------- |
| 1     | Jimmy Vicaut           | FRA  | 10,35      |
| 2     | Marcell Jacobs         | ITA  | 10,39      |
| 3     | Michael Pohl           | GER  | 10,55      |
| 4     | Harry Aikines-Aryeetey | GBR  | 10,57      |
| 5     | Oleksandr Sokolow      | UKR  | 10,61      |
| 6     | Jan Veleba             | CZE  | 10,76      |
| 7     | Ángel David Rodríguez  | ESP  | 10,83      |
| DSQ   | Remigiusz Olszewski    | POL  |            |

Datum: 10. August
Wind: −1,4 m/s

#### 200 m

##### Ausscheidungsrennen 1
| Platz  | Athlet                 | Land | Zeit (s) |
| ------ | ---------------------- | ---- | -------- |
| 1 (01) | Richard Kilty          | GBR  | 20,72    |
| 2 (02) | Mouhamadou Fall        | FRA  | 20,82    |
| 3 (04) | Serhij Smelyk          | UKR  | 20,88    |
| 4 (08) | Kasper Kadestål        | SWE  | 21,07    |
| 5 (10) | William Reais          | CHE  | 21,32    |
| 6 (12) | Przemysław Słowikowski | POL  | 21,47    |

In Klammern: Platzierung in der Gesamtwertung aus beiden Läufen
Die Sprinter auf den Rängen eins bis acht qualifizierten sich für das Finale. Die Teilnehmer auf den Plätzen neun bis elf schieden aus und gingen mit den hier erreichten Punkten in die Wertung ein.
 ausgeschieden
Datum: 9. August
Wind: +0,2 m/s

##### Ausscheidungsrennen 2
| Platz  | Athlet              | Land | Zeit (s) |
| ------ | ------------------- | ---- | -------- |
| 1 (03) | Fausto Desalu       | ITA  | 20,86    |
| 2 (05) | Pavel Maslák        | CZE  | 20,89    |
| 3 (06) | Steven Müller       | GER  | 20,89    |
| 4 (07) | Samuel García       | ESP  | 20,97    |
| 5 (09) | Panagiotis Trivyzas | GRC  | 21,20    |
| 6 (11) | Oskari Lehtonen     | FIN  | 21,43    |

In Klammern: Platzierung in der Gesamtwertung aus beiden Läufen
Die Sprinter auf den Rängen eins bis acht qualifizierten sich für das Finale. Die Teilnehmer auf den Plätzen neun bis elf schieden aus und gingen mit den hier erreichten Punkten in die Wertung ein.
 ausgeschieden
Datum: 9. August
Wind: +0,7 m/s

##### Finale
| Platz | Athlet          | Land | Zeit (min) |
| ----- | --------------- | ---- | ---------- |
| 1     | Richard Kilty   | GBR  | 20,66      |
| 2     | Fausto Desalu   | ITA  | 20,69      |
| 3     | Mouhamadou Fall | FRA  | 20,70      |
| 4     | Serhij Smelyk   | UKR  | 20,75      |
| 5     | Pavel Maslák    | CZE  | 20,76      |
| 6     | Steven Müller   | GER  | 20,76      |
| 7     | Samuel García   | ESP  | 21,08      |
| 8     | Kasper Kadestål | SWE  | 21,20      |

Datum: 11. August
Wind: −1,0 m/s

#### 400 m

##### Ausscheidungsrennen 1
| Platz  | Athlet             | Land | Zeit (s) |
| ------ | ------------------ | ---- | -------- |
| 1 (01) | Davide Re          | ITA  | 45,86    |
| 2 (02) | Fabrisio Saïdy     | FRA  | 46,17    |
| 3 (03) | Rafał Omelko       | POL  | 46,58    |
| 4 (07) | Patrick Schneider  | GER  | 47,00    |
| 5 (11) | Michail Pappas     | GRC  | 47,47    |
| 6 (12) | Christoffer Envall | FIN  | 47,68    |

In Klammern: Platzierung in der Gesamtwertung aus beiden Läufen
Die Sprinter auf den Rängen eins bis acht qualifizierten sich für das Finale. Die Teilnehmer auf den Plätzen neun bis elf schieden aus und gingen mit den hier erreichten Punkten in die Wertung ein.
 ausgeschieden
Datum: 9. August

##### Ausscheidungsrennen 2
| Platz  | Athlet           | Land | Zeit (s) |
| ------ | ---------------- | ---- | -------- |
| 1 (04) | Óscar Husillos   | ESP  | 46,66    |
| 2 (05) | Dwayne Cowan     | GBR  | 46,82    |
| 3 (06) | Danylo Danylenko | UKR  | 46,96    |
| 4 (08) | Carl Bengtström  | SWE  | 47,16    |
| 5 (09) | Patrik Šorm      | CZE  | 47,28    |
| 6 (10) | Charles Devantay | CHE  | 47,37    |

In Klammern: Platzierung in der Gesamtwertung aus beiden Läufen
Die Sprinter auf den Rängen eins bis acht qualifizierten sich für das Finale. Die Teilnehmer auf den Plätzen neun bis elf schieden aus und gingen mit den hier erreichten Punkten in die Wertung ein.
 ausgeschieden
Datum: 9. August

##### Finale
| Platz | Athlet            | Land | Zeit (min) |
| ----- | ----------------- | ---- | ---------- |
| 1     | Davide Re         | ITA  | 45,35      |
| 2     | Dwayne Cowan      | GBR  | 46,18      |
| 3     | Óscar Husillos    | ESP  | 46,36      |
| 4     | Rafał Omelko      | POL  | 46,40      |
| 5     | Fabrisio Saïdy    | FRA  | 46,75      |
| 6     | Danylo Danylenko  | UKR  | 46,76      |
| 7     | Patrick Schneider | GER  | 46,99      |
| DNS   | Carl Bengtström   | SWE  |            |

Datum: 10. August

#### 800 m
| Platz | Athlet            | Land | Zeit (min) |
| ----- | ----------------- | ---- | ---------- |
| 01    | Adam Kszczot      | POL  | 1:46,97    |
| 02    | Jamie Webb        | GBR  | 1:47,25    |
| 03    | Álvaro de Arriba  | ESP  | 1:47,48    |
| 04    | Marc Reuther      | GER  | 1:47,61    |
| 05    | Andreas KRAMER    | SWE  | 1:47,61    |
| 06    | Simone Barontini  | ITA  | 1:47,98    |
| 07    | Gabriel Tual      | FRA  | 1:48,13    |
| 08    | Lukáš Hodboď      | CZE  | 1:49,00    |
| 09    | Jonas Schöpfer    | CHE  | 1:49,04    |
| 10    | Christos Kotitsas | GRC  | 1:49,24    |
| 11    | Ville Lampinen    | FIN  | 1:49,45    |
| 12    | Jewhen Huzol      | UKR  | 1:49,67    |

Datum: 11. August

#### 1500 m
| Platz | Athlet                | Land | Zeit (min) |
| ----- | --------------------- | ---- | ---------- |
| 01    | Marcin Lewandowski    | POL  | 3:47,88    |
| 02    | Charlie Da’Vall Grice | GBR  | 3:48,35    |
| 03    | Jakub Holuša          | CZE  | 3:49,18    |
| 04    | Andreas Almgren       | SWE  | 3:49,53    |
| 05    | Rabii Doukkana        | FRA  | 3:49,58    |
| 06    | Amos Bartelsmeyer     | GER  | 3:49,99    |
| 07    | Matteo Spanu          | ITA  | 3:50,29    |
| 08    | Tom Elmer             | CHE  | 3:51,26    |
| 09    | Oleh Kajafa           | UKR  | 3:52,04    |
| 10    | Joonas Rinne          | FIN  | 3:52,56    |
| 11    | Andreas Dimitrakis    | GRC  | 3:54,36    |
| DSQ   | Kevin López           | ESP  |            |

Datum: 10. August

#### 3000 m
| Platz | Athlet              | Land | Zeit (min) |
| ----- | ------------------- | ---- | ---------- |
| 01    | Adel Mechaal        | ESP  | 8:02,51    |
| 02    | Kalle Berglund      | SWE  | 8:02,79    |
| 03    | James West          | GBR  | 8:02,97    |
| 04    | Yemaneberhan Crippa | ITA  | 8:03,69    |
| 05    | Richard Ringer      | GER  | 8:04,74    |
| 06    | Jonas Raess         | CHE  | 8:04,93    |
| 07    | Jan Friš            | CZE  | 8:08,03    |
| 08    | Stanislaw Maslow    | UKR  | 8:08,72    |
| 09    | Jimmy Gressier      | FRA  | 8:15,49    |
| 10    | Patryk Kozłowski    | POL  | 8:24,05    |
| 11    | Marios Anagnostou   | GRC  | 8:27,85    |
| 12    | Hannu Granberg      | FIN  | 8:33,76    |

Datum: 11. August

#### 5000 m
| 01  | Yemaneberhan Crippa | ITA | 13:43,30 |
| 02  | Julien Wanders      | CHE | 13:45,31 |
| 03  | Hugo Hay            | FRA | 13:58,20 |
| 04  | Sérgio Jiménez      | ESP | 14:00,88 |
| 05  | Suldan Hassan       | SWE | 14:04,04 |
| 06  | Jakub Zemaník       | CZE | 14:12,93 |
| 07  | Markos Gourlias     | GRC | 14:15,45 |
| 08  | Nick Goolab         | GBR | 14:27,43 |
| 09  | Robert Głowala      | POL | 14:36,42 |
| 10  | Volodymyr Kyts      | UKR | 14:40,90 |
| 11  | Eero Saleva         | FIN | 14:51,76 |
| DSQ | Amanal Petros       | GER |          |

Datum: 10. August

#### 110 m Hürden

##### Ausscheidungsrennen 1
| Platz  | Athlet                  | Land | Zeit (s) |
| ------ | ----------------------- | ---- | -------- |
| 1 (01) | Pascal Martinot-Lagarde | FRA  | 13,39    |
| 2 (03) | Konstandinos Douvalidis | GRC  | 13,47    |
| 3 (04) | Gregor Traber           | GER  | 13,55    |
| 4 (05) | Elmo Lakka              | FIN  | 13,61    |
| 5 (09) | Jonathan Holm           | SWE  | 13,82    |
| 6 (11) | Kyrylo Khomenko         | UKR  | 14,10    |

In Klammern: Platzierung in der Gesamtwertung aus beiden Läufen
Die Hürdensprinter auf den Rängen eins bis acht qualifizierten sich für das Finale. Die Teilnehmer auf den Plätzen neun bis elf schieden aus und gingen mit den hier erreichten Punkten in die Wertung ein.
 ausgeschieden
Datum: 9. August
Wind: +0,6 m/s

##### Ausscheidungsrennen 2
| Platz  | Athlet          | Land | Zeit (s) |
| ------ | --------------- | ---- | -------- |
| 1 (01) | Orlando Ortega  | ESP  | 13,39    |
| 2 (06) | Cameron Fillery | GBR  | 13,64    |
| 3 (07) | Damian Czykier  | POL  | 13,66    |
| 4 (08) | Hassane Fofana  | ITA  | 13,69    |
| 5 (10) | Jason Joseph    | CHE  | 14,03    |
| 6 (12) | Jiří Sýkora     | CZE  | 14,16    |

In Klammern: Platzierung in der Gesamtwertung aus beiden Läufen
Die Hürdensprinter auf den Rängen eins bis acht qualifizierten sich für das Finale. Die Teilnehmer auf den Plätzen neun bis elf schieden aus und gingen mit den hier erreichten Punkten in die Wertung ein.
 ausgeschieden
Datum: 9. August
Wind: +0,6 m/s

##### Finale
| Platz | Athlet                  | Land | Zeit (min) |
| ----- | ----------------------- | ---- | ---------- |
| 1     | Orlando Ortega          | ESP  | 13,38      |
| 2     | Pascal Martinot-Lagarde | FRA  | 13,46      |
| 3     | Gregor Traber           | GER  | 13,54      |
| 4     | Damian Czykier          | POL  | 13,70      |
| 5     | Konstandinos Douvalidis | GRC  | 13,71      |
| 6     | Hassane Fofana          | ITA  | 13,78      |
| 7     | Cameron Fillery         | GBR  | 13,83      |
| 8     | Elmo Lakka              | FIN  | 13,89      |

Datum: 11. August
Wind: −1,8 m/s

#### 400 m Hürden

##### Ausscheidungsrennen 1
| Platz  | Athlet               | Land | Zeit (s) |
| ------ | -------------------- | ---- | -------- |
| 1 (03) | Ludvy Vaillant       | FRA  | 49,88    |
| 2 (06) | Sergio Fernández     | ESP  | 50,10    |
| 3 (07) | Chris McAlister      | GBR  | 50,32    |
| 4 (08) | Dany Brand           | CHE  | 50,41    |
| 5 (10) | Alessandro Sibilio   | ITA  | 50,76    |
| 6 (12) | Denys Netschyporenko | UKR  | 51,58    |

In Klammern: Platzierung in der Gesamtwertung aus beiden Läufen
Die Hürdenläufer auf den Rängen eins bis acht qualifizierten sich für das Finale. Die Teilnehmer auf den Plätzen neun bis elf schieden aus und gingen mit den hier erreichten Punkten in die Wertung ein.
 ausgeschieden
Datum: 9. August

##### Ausscheidungsrennen 2
| Platz  | Athlet             | Land | Zeit (s) |
| ------ | ------------------ | ---- | -------- |
| 1 (01) | Patryk Dobek       | POL  | 48,80    |
| 2 (02) | Vít Müller         | CZE  | 49,62    |
| 3 (04) | Luke Campbell      | GER  | 49,94    |
| 4 (05) | Oskari Mörö        | FIN  | 49,97    |
| 5 (09) | Konstantinos Nakos | GRC  | 50,67    |
| 6 (11) | Hampus Widlund     | SWE  | 51,16    |

In Klammern: Platzierung in der Gesamtwertung aus beiden Läufen
Die Hürdenläufer auf den Rängen eins bis acht qualifizierten sich für das Finale. Die Teilnehmer auf den Plätzen neun bis elf schieden aus und gingen mit den hier erreichten Punkten in die Wertung ein.
 ausgeschieden
Datum: 9. August

##### Finale
| Platz | Athlet           | Land | Zeit (min) |
| ----- | ---------------- | ---- | ---------- |
| 1     | Patryk Dobek     | POL  | 48,87      |
| 2     | Ludvy Vaillant   | FRA  | 48,98      |
| 3     | Luke Campbell    | GER  | 49,24      |
| 4     | Chris McAlister  | GBR  | 49,28      |
| 5     | Vít Müller       | CZE  | 49,36      |
| 6     | Sergio Fernández | ESP  | 49,57      |
| 7     | Oskari Mörö      | FIN  | 50,22      |
| 8     | Dany Brand       | CHE  | 50,95      |

Datum: 10. August

#### 3000 m Hindernis
| Platz | Athlet                 | Land | Zeit (min) |
| ----- | ---------------------- | ---- | ---------- |
| 01    | Fernando Carro Morillo | ESP  | 8:27,26    |
| 02    | Topi Raitanen          | FIN  | 8:27,68    |
| 03    | Krystian Zalewski      | POL  | 8:29,12    |
| 04    | Zak Seddon             | GBR  | 8:30,89    |
| 05    | Ahmed Abdelwahed       | ITA  | 8:34,30    |
| 06    | Martin Grau            | GER  | 8:37,36    |
| 07    | Yoann Kowal            | FRA  | 8:40,60    |
| 08    | Wassyl Kowal           | UKR  | 8:54,48    |
| 09    | Jáchym Kovář           | CZE  | 9:04,24    |
| 10    | Nikolaos Sakis         | GRC  | 9:10,85    |
| 11    | Christoph Graf         | CHE  | 9:15,66    |
| DNF   | Napoleon Solomon       | SWE  |            |

Datum: 11. August

#### 4 × 100 m Staffel

##### Lauf 1
| Platz | Besetzung      | Land                                                               | Zeit (s) |
| ----- | -------------- | ------------------------------------------------------------------ | -------- |
| 1 (1) | Großbritannien | Dominic Ashwell Oliver Bromby Richard Kilty Harry Aikines-Aryeetey | 38,73    |
| 2 (2) | Deutschland    | Steven Müller Marvin Schulte Roy Schmidt Michael Pohl              | 38,88    |
| 3 (4) | Polen          | Karol Kwiatkowski Dominik Kopeć Przemysław Słowikowski Eryk Hampel | 39,20    |
| 4 (5) | Spanien        | Ángel David Rodríguez Pol Retamal Daniel Rodríguez Mauro Triana    | 39,25    |
| 5 (6) | Italien        | Fausto Desalu Federico Cattaneo Davide Manenti Antonio Infantino   | 39,27    |
| DSQ   | Frankreich     | Mouhamadou Fall Jimmy Vicaut Méba-Mickaël Zézé Christophe Lemaitre |          |

In Klammern: Platzierung in der Gesamtwertung aus beiden Läufen
Datum: 10. August

##### Lauf 2
| Platz  | Besetzung    | Land                                                                              | Zeit (s) |
| ------ | ------------ | --------------------------------------------------------------------------------- | -------- |
| 1 (03) | Ukraine      | Erik Kostryzja Oleksandr Sokolow Ihor Bodrow Serhij Smelyk                        | 39,02    |
| 2 (07) | Griechenland | Konstantinos Zikos Konstandinos Douvalidis Panagiotis Trivyzas Sotirios Garaganis | 39,36    |
| 3 (08) | Schweiz      | Suganthan Somasundaram William Reais Sylvain Chuard Ricky Petrucciani             | 39,88    |
| 4 (09) | Schweden     | Joel Roth Emmanuel Dawlson Marcus Tornée Henrik Larsson                           | 40,01    |
| 5 (10) | Finnland     | Konsta Alatupa Roope Saarinen Oskari Lehtonen Elmo Lakka                          | 40,12    |
| DSQ    | Tschechien   | Pavel Maslák Jan Veleba Jan Jirka Dominik Záleský                                 |          |

In Klammern: Platzierung in der Gesamtwertung aus beiden Läufen
Datum: 10. August

#### 4 × 400 m Staffel

##### Lauf 1
| Platz  | Besetzung      | Land                                                              | Zeit (min) |
| ------ | -------------- | ----------------------------------------------------------------- | ---------- |
| 1 (01) | Italien        | Edoardo Scotti Matteo Galvan Brayan Lopez Davide Re               | 3:02,04    |
| 2 (02) | Frankreich     | Mamadou Kassé Hann Christopher Naliali Thomas Jordier Loïc Prévot | 3:02,08    |
| 3 (03) | Polen          | Wiktor Suwara Rafał Omelko Łukasz Krawczuk Patryk Dobek           | 3:02,56    |
| 4 (04) | Spanien        | Óscar Husillos Darwin Echeverry Bernat Erta Samuel García         | 3:04,52    |
| 5 (11) | Deutschland    | Tobias Lange Marvin Schlegel Johannes Trefz Manuel Sanders        | 3:16,59    |
| DNS    | Großbritannien | Youcef Zatat Ethan Brown Lee Thompson Martyn Rooney               |            |

In Klammern: Platzierung in der Gesamtwertung aus beiden Läufen
Datum: 11. August

##### Lauf 2
| Platz  | Besetzung    | Land                                                                     | Zeit (min) |
| ------ | ------------ | ------------------------------------------------------------------------ | ---------- |
| 1 (05) | Tschechien   | Jan Tesař Michal Desenský Patrik Šorm Vít Müller                         | 3:05,96    |
| 2 (06) | Ukraine      | Danylo Danylenko Oleh Myronez Dmytro Bykulov Oleksij Posdnjakow          | 3:06,04    |
| 3 (07) | Schweiz      | Luca Flüc Ricky Petrucciani Vincent Notz Charles Devantay                | 3:07,82    |
| 4 (08) | Griechenland | Ioannis Ntetsikas Pétros Kiriakídis Konstantinos Nakos Michail Pappas    | 3:08,17    |
| 5 (09) | Finnland     | Christoffer Envall Eljas Aalto Ville Aarnivala Eric Back                 | 3:10,60    |
| 6 (10) | Schweden     | Anton Sigurdsson Nick Ekelund-Arenander Emmanuel Dawlson Andreas Almgren | 3:12,13    |

In Klammern: Platzierung in der Gesamtwertung aus beiden Läufen
Datum: 11. August

#### Hochsprung
| Platz | Athlet                | Land | Höhe (m) |
| ----- | --------------------- | ---- | -------- |
| 01    | Miguel Ángel Sancho   | ESP  | 2,26     |
| 02    | Chris Baker           | GBR  | 2,22     |
| 03    | Stefano Sottile       | ITA  | 2,22     |
| 04    | Mateusz Przybylko     | GER  | 2,22     |
| 05    | Norbert Kobielski     | POL  | 2,22     |
| 06    | William Aubatin       | FRA  | 2,17     |
| 07    | Jurij Krymarenko      | UKR  | 2,17     |
| 08    | Konstandinos Baniotis | GRC  | 2,12     |
| 09    | Simon Wiklund         | SWE  | 2,07     |
| 10    | Vivien Streit         | CHE  | 2,07     |
| 11    | Martin Heindl         | CZE  | 2,07     |
| 12    | Arttu Mattila         | FIN  | 2,02     |

Datum: 10. August

#### Stabhochsprung
| Platz | Athlet                  | Land | Höhe (m) |
| ----- | ----------------------- | ---- | -------- |
| 01    | Piotr Lisek             | POL  | 5,81     |
| 02    | Melker Svärd Jacobsson  | SWE  | 5,71     |
| 03    | Renaud Lavillenie       | FRA  | 5,71     |
| 04    | Konstandinos Filippidis | GRC  | 5,66     |
| 05    | Claudio Stecchi         | ITA  | 5,66     |
| 06    | Jan Kudlička            | CZE  | 5,56     |
| 07    | Adrián Vallés           | ESP  | 5,46     |
| 08    | Tomas Wecksten          | FIN  | 5,46     |
| 08    | Torben Blech            | GER  | 5,46     |
| 10    | Charlie Myers           | GBR  | 5,31     |
| 11    | Dominik Alberto         | CHE  | 5,01     |
| NMH   | Kyrylo Kiru             | UKR  | ogV      |

Datum: 11. August

#### Weitsprung
| Platz | Athlet                 | Land | Weite (m) |
| ----- | ---------------------- | ---- | --------- |
| 01    | Miltiadis Tendoglou    | GRC  | 8,3000    |
| 02    | Eusebio Cáceres        | ESP  | 8,02 w    |
| 03    | Tomasz Jaszczuk        | POL  | 8,0000    |
| 04    | Filippo Randazzo       | ITA  | 8,0000    |
| 05    | Jaroslaw Issatschenkow | UKR  | 7,9100    |
| 06    | Kristian Pulli         | FIN  | 7,9100    |
| 07    | Jacob Fincham-Dukes    | GBR  | 7,85 w    |
| 08    | Julian Howard          | GER  | 7,7900    |
| 09    | Jarod Biya             | CHE  | 7,7800    |
| 10    | Augustin BEY           | FRA  | 7,77 w    |
| 11    | Andreas Carlsson       | SWE  | 7,55 w    |
| 12    | Jiří Vondráček         | CZE  | 7,4100    |

Datum: 10. August

#### Dreisprung
| Platz | Athlet               | Land | Weite (m) |
| ----- | -------------------- | ---- | --------- |
| 01    | Ben Williams         | GBR  | 17,1400   |
| 02    | Simo Lipsanen        | FIN  | 16,7600   |
| 03    | Benjamin Compaoré    | FRA  | 16,67 w   |
| 04    | Jesper Hellström     | SWE  | 16,5300   |
| 05    | Adrian Świderski     | POL  | 16,2700   |
| 06    | Dimitris Tsiamis     | GRC  | 16,2500   |
| 07    | Felix Wenzel         | GER  | 16,23 w   |
| 08    | Fabrizio Schembri    | ITA  | 16,1000   |
| 09    | Sergio Solanas       | ESP  | 16,0400   |
| 10    | Oleksandr Malossilow | UKR  | 15,5600   |
| 11    | Ondřej Vodák         | CZE  | 15,51 w   |
| 12    | Carlos Kouassi       | CHE  | 15,5000   |

Datum: 11. August

#### Kugelstoßen
| Platz | Athlet             | Land | Weite (m) |
| ----- | ------------------ | ---- | --------- |
| 01    | Michał Haratyk     | POL  | 21,83     |
| 02    | Tomáš Staněk       | CZE  | 20,65     |
| 03    | Frédéric Dagée     | FRA  | 20,03     |
| 04    | Simon Bayer        | GER  | 19,66     |
| 05    | Scott Lincoln      | GBR  | 19,57     |
| 06    | Leonardo Fabbri    | ITA  | 19,53     |
| 07    | Ihor Mussijenko    | UKR  | 19,51     |
| 08    | Wictor Petersson   | SWE  | 19,45     |
| 09    | Carlos Tobalina    | ITA  | 19,28     |
| 10    | Nikolaos Skarvelis | GRC  | 19,17     |
| 11    | Arttu Kangas       | FIN  | 17,47     |
| 12    | Stefan Wieland     | CHE  | 16,55     |

Datum: 10. August

#### Diskuswurf
| Platz | Athlet               | Land | Weite (m) |
| ----- | -------------------- | ---- | --------- |
| 01    | Piotr Małachowski    | POL  | 63,02     |
| 02    | Martin Wierig        | GER  | 61,84     |
| 03    | Daniel Ståhl         | SWE  | 61,38     |
| 04    | Giovanni Faloci      | ITA  | 60,25     |
| 05    | Lois Maikel Martínez | ESP  | 59,20     |
| 06    | Mykyta Nesterenko    | UKR  | 58,53     |
| 07    | Marek Bárta          | CZE  | 57,66     |
| 08    | Lolassonn Djouhan    | FRA  | 57,39     |
| 09    | Georgios Tremos      | GRC  | 56,81     |
| 10    | Thompson             | GBR  | 55,71     |
| 11    | Oskari Perälampi     | FIN  | 53,10     |
| 12    | Lukas Jost           | CHE  | 48,73     |

Datum: 11. August

#### Hammerwurf
| Platz | Athlet               | Land | Weite (m) |
| ----- | -------------------- | ---- | --------- |
| 01    | Wojciech Nowicki     | POL  | 78,84     |
| 02    | Quentin Bigot        | FRA  | 76,70     |
| 03    | Michalis Anastasakis | GRC  | 75,77     |
| 04    | Javier Cienfuegos    | ESP  | 75,23     |
| 05    | Aaron Kangas         | FIN  | 73,62     |
| 06    | Serhij Perewosnikow  | UKR  | 72,15     |
| 07    | Tristan Schwandke    | GER  | 71,27     |
| 08    | Marco Lingua         | ITA  | 70,76     |
| 09    | Mattias Lindberg     | SWE  | 69,30     |
| 10    | Nick Miller          | GBR  | 66,20     |
| 11    | Patrik Hájek         | CZE  | 63,10     |
| 12    | Martin Bingisser     | CHE  | 57,75     |

Datum: 11. August

#### Speerwurf
| Platz | Athlet                     | Land | Weite (m) |
| ----- | -------------------------- | ---- | --------- |
| 01    | Julian Weber               | GER  | 86,86     |
| 02    | Jakub Vadlejch             | CZE  | 79,88     |
| 03    | Marcin Krukowski           | POL  | 79,54     |
| 04    | Manu Quijera               | ESP  | 75,64     |
| 05    | Toni Kuusela               | FIN  | 75,35     |
| 06    | Mauro Fraresso             | ITA  | 74,48     |
| 07    | Simon Wieland              | CHE  | 73,78     |
| 08    | Kim Amb                    | SWE  | 73,23     |
| 09    | Oleksandr Nytschyportschuk | UKR  | 72,43     |
| 10    | Lukas Moutard              | FRA  | 71,21     |
| 11    | Dimitris Tsitsos           | GRC  | 69,00     |
| 12    | Tom Hewson                 | GBR  | 64,93     |

Datum: 9. August

### Frauen

#### 100 m

##### Ausscheidungsrennen 1
| Platz  | Athletin            | Land | Zeit (s) |
| ------ | ------------------- | ---- | -------- |
| 1 (01) | Daryll Neita        | GBR  | 11,19    |
| 2 (03) | Ewa Swoboda         | POL  | 11,23    |
| 3 (07) | Klára Seidlová      | CZE  | 11,46    |
| 4 (08) | Zaynab Dosso        | ITA  | 11,49    |
| 5 (09) | Hanna-Maari Latvala | FIN  | 11,55    |
| 6 (10) | Wiktorija Ratnikowa | UKR  | 11,64    |

In Klammern: Platzierung in der Gesamtwertung aus beiden Läufen
Die Sprinterinnen auf den Rängen eins bis acht qualifizierten sich für das Finale. Die Teilnehmer auf den Plätzen neun bis elf schieden aus und gingen mit den hier erreichten Punkten in die Wertung ein.
 ausgeschieden
Datum: 9. August
Wind: +0,9 m/s

##### Ausscheidungsrennen 2
| Platz  | Athletin                      | Land | Zeit (s) |
| ------ | ----------------------------- | ---- | -------- |
| 1 (02) | Carolle Zahi                  | FRA  | 11,20    |
| 2 (04) | Rafaela Spanoudaki-Chatziriga | GRC  | 11,40    |
| 3 (05) | Jaël Bestué                   | FRA  | 11,43    |
| 4 (06) | Lisa-Marie Kwayie             | GER  | 11,45    |
| 5 (11) | Daniella Busk                 | SWE  | 11,67    |
| 6 (12) | Salomé Kora                   | CHE  | 11,68    |

In Klammern: Platzierung in der Gesamtwertung aus beiden Läufen
Die Sprinterinnen auf den Rängen eins bis acht qualifizierten sich für das Finale. Die Teilnehmer auf den Plätzen neun bis elf schieden aus und gingen mit den hier erreichten Punkten in die Wertung ein.
 ausgeschieden
Datum: 9. August
Wind: +0,6 m/s

##### Finale
| Platz | Athletin                      | Land | Zeit (min) |
| ----- | ----------------------------- | ---- | ---------- |
| 1     | Carolle Zahi                  | FRA  | 11,31      |
| 2     | Daryll Neita                  | GBR  | 11,33      |
| 3     | Ewa Swoboda                   | POL  | 11,35      |
| 4     | Jaël Bestué                   | FRA  | 11,61      |
| 5     | Zaynab Dosso                  | ITA  | 11,70      |
| 6     | Klára Seidlová                | CZE  | 11,77      |
| 7     | Rafaela Spanoudaki-Chatziriga | GRC  | 11,84      |
| DNS   | Lisa-Marie Kwayie             | GER  |            |

Datum: 10. August
Wind: −2,5 m/s

#### 200 m

##### Ausscheidungsrennen 1
| Platz  | Athletin                | Land | Zeit (s) |
| ------ | ----------------------- | ---- | -------- |
| 1 (02) | Mujinga Kambundji       | CHE  | 23,04    |
| 2 (03) | Jessica-Bianca Wessolly | GER  | 23,28    |
| 3 (06) | Gloria Hooper           | ITA  | 23,57    |
| 4 (07) | Paula Sevilla           | ESP  | 23,57    |
| 5 (08) | Hanna-Maari Latvala     | FIN  | 23,58    |
| 6 (10) | Jelysaweta Bryshina     | UKR  | 23,90    |

In Klammern: Platzierung in der Gesamtwertung aus beiden Läufen
Die Sprinterinnen auf den Rängen eins bis acht qualifizierten sich für das Finale. Die Teilnehmer auf den Plätzen neun bis elf schieden aus und gingen mit den hier erreichten Punkten in die Wertung ein. In diesem Fall allerdings erreichten aufgrund von Zeitgleichheit auf Rang acht neun Athletinnen das Finale.
 ausgeschieden
Datum: 9. August
Wind: +0,6 m/s

##### Ausscheidungsrennen 2
| Platz  | Athletin                      | Land | Zeit (s) |
| ------ | ----------------------------- | ---- | -------- |
| 1 (01) | Jodie Williams                | GBR  | 22,97    |
| 2 (04) | Rafaela Spanoudaki-Chatziriga | GRC  | 23,29    |
| 3 (05) | Anna Kiełbasińska             | POL  | 23,51    |
| 4 (08) | Maroussia Paré                | FRA  | 23,58    |
| 5 (11) | Lisa Lilja                    | FIN  | 23,91    |
| 6 (12) | Marcela Pírková               | CZE  | 24,00    |

In Klammern: Platzierung in der Gesamtwertung aus beiden Läufen
Die Sprinterinnen auf den Rängen eins bis acht qualifizierten sich für das Finale. Die Teilnehmer auf den Plätzen neun bis elf schieden aus und gingen mit den hier erreichten Punkten in die Wertung ein. In diesem Fall allerdings erreichten aufgrund von Zeitgleichheit auf Rang acht neun Athletinnen das Finale.
 ausgeschieden
Datum: 9. August
Wind: −0,9 m/s

##### Finale
| Platz | Athletin                      | Land | Zeit (min) |
| ----- | ----------------------------- | ---- | ---------- |
| 1     | Mujinga Kambundji             | CHE  | 22,72      |
| 2     | Jodie Williams                | GBR  | 22,89      |
| 3     | Jessica-Bianca Wessolly       | GER  | 23,15      |
| 4     | Maroussia Paré                | FRA  | 23,25      |
| 5     | Rafaela Spanoudaki-Chatziriga | GRC  | 23,27      |
| 6     | Anna Kiełbasińska             | POL  | 23,36      |
| 7     | Gloria Hooper                 | ITA  | 23,46      |
| 8     | Paula Sevilla                 | ESP  | 23,58      |
| 9     | Hanna-Maari Latvala           | FIN  | 24,05      |

Datum: 11. August
Wind: −1,0 m/s

#### 400 m

##### Ausscheidungsrennen 1
| Platz  | Athletin                 | Land | Zeit (s) |
| ------ | ------------------------ | ---- | -------- |
| 1 (01) | Justyna Święty-Ersetic   | POL  | 52,32    |
| 2 (05) | Maria Benedicta Chigbolu | ITA  | 53,23    |
| 3 (06) | Lada Vondrová            | CZE  | 53,31    |
| 4 (09) | Ruth Sophia Spelmeyer    | GER  | 53,65    |
| 5 (11) | Aauri Bokesa             | ESP  | 54,11    |
| 6 (12) | Amira Chokairy           | FIN  | 55,67    |

In Klammern: Platzierung in der Gesamtwertung aus beiden Läufen
Die Sprinterinnen auf den Rängen eins bis acht qualifizierten sich für das Finale. Die Teilnehmer auf den Plätzen neun bis elf schieden aus und gingen mit den hier erreichten Punkten in die Wertung ein.
 ausgeschieden
Datum: 9. August

##### Ausscheidungsrennen 2
| Platz  | Athletin         | Land | Zeit (s) |
| ------ | ---------------- | ---- | -------- |
| 1 (02) | Léa Sprunger     | CHE  | 52,57    |
| 2 (03) | Déborah Sananes  | FRA  | 52,64    |
| 3 (04) | Kateryna Klymjuk | UKR  | 52,66    |
| 4 (07) | Amy Allcock      | GBR  | 53,47    |
| 5 (08) | Moa Hjelmer      | SWE  | 53,55    |
| 6 (10) | Despina Mourta   | GRC  | 53,99    |

In Klammern: Platzierung in der Gesamtwertung aus beiden Läufen
Die Sprinterinnen auf den Rängen eins bis acht qualifizierten sich für das Finale. Die Teilnehmer auf den Plätzen neun bis elf schieden aus und gingen mit den hier erreichten Punkten in die Wertung ein.
 ausgeschieden
Datum: 9. August

##### Finale
| Platz | Athletin                 | Land | Zeit (min) |
| ----- | ------------------------ | ---- | ---------- |
| 1     | Justyna Święty-Ersetic   | POL  | 51,23      |
| 2     | Léa Sprunger             | CHE  | 51,84      |
| 3     | Maria Benedicta Chigbolu | ITA  | 52,19      |
| 4     | Déborah Sananes          | FRA  | 52,30      |
| 5     | Lada Vondrová            | CZE  | 52,38      |
| 6     | Amy Allcock              | GBR  | 52,92      |
| 7     | Kateryna Klymjuk         | UKR  | 53,09      |
| 8     | Moa Hjelmer              | SWE  | 53,10      |

Datum: 10. August

#### 800 m
| Platz | Athletin                 | Land | Zeit (min) |
| ----- | ------------------------ | ---- | ---------- |
| 01    | Rénelle Lamote           | FRA  | 2:01,21    |
| 02    | Shelayna Oskan-Clarke    | GBR  | 2:01,45    |
| 03    | Christina Hering         | GER  | 2:01,77    |
| 04    | Sara Kuivisto            | FIN  | 2:01,85    |
| 05    | Natalija Pryschtschepa   | UKR  | 2:02,01    |
| 06    | Anna Sabat               | POL  | 2:02,36    |
| 07    | Esther Guerrero          | ESP  | 2:02,47    |
| 08    | Diana Mezuliáníková      | CZE  | 2:02,60    |
| 09    | Delia Sclabas            | CHE  | 2:02,60    |
| 10    | Lovisa Lindh             | SWE  | 2:03,32    |
| 11    | Eloisa Coiro             | ITA  | 2:03,95    |
| 12    | Konstantina Giannopoulou | GRC  | 2:09,12    |

Datum: 10. August

#### 1500 m
| Platz | Athletin                 | Land | Zeit (min) |
| ----- | ------------------------ | ---- | ---------- |
| 01    | Sofia Ennaoui            | POL  | 4:08,37    |
| 02    | Caterina Granz           | GER  | 4:08,52    |
| 03    | Kristiina Mäki           | CZE  | 4:09,12    |
| 04    | Sara Kuivisto            | FIN  | 4:09,25    |
| 05    | Marta Pérez              | ESP  | 4:09,53    |
| 06    | Jessica Judd             | GBR  | 4:09,89    |
| 07    | Hanna Hermansson         | SWE  | 4:10,59    |
| 08    | Natalija Pryschtschepa   | UKR  | 4:10,64    |
| 09    | Marta Zenoni             | ITA  | 4:11,32    |
| 10    | Élodie Normand           | FRA  | 4:12,67    |
| 11    | Delia Sclabas            | CHE  | 4:13,88    |
| 12    | Konstantina Giannopoulou | GRC  | 4:35,64    |

Datum: 11. August

#### 3000 m
| Platz | Athletin               | Land | Zeit (min) |
| ----- | ---------------------- | ---- | ---------- |
| 01    | Yolanda Ngarambe       | SWE  | 9:07,67    |
| 02    | Marta Zenoni           | ITA  | 9:08,34    |
| 03    | Solange Pereira        | ESP  | 9:09,76    |
| 04    | Renata Pliś            | POL  | 9:13,35    |
| 05    | Denise Krebs           | GER  | 9:19,13    |
| 06    | Nicole Egger           | CHE  | 9:19,57    |
| 07    | Nathalie Blomqvist     | FIN  | 9:19,65    |
| 08    | Johanna Geyer-Carles   | FRA  | 9:19,73    |
| 09    | Emily Hosker Thornhill | GBR  | 9:19,99    |
| 10    | Anastasia Marinakou    | GRC  | 9:22,15    |
| 11    | Aneta Chlebiková       | CZE  | 9:30,27    |
| 12    | Wiktorija Schkurko     | UKR  | 9:39,43    |

Datum: 9. August

#### 5000 m
| Platz | Athletin                 | Land | Zeit (min) |
| ----- | ------------------------ | ---- | ---------- |
| 01    | Hanna Klein              | GER  | 15:39,00   |
| 02    | Maitane Melero           | ESP  | 15:44,55   |
| 03    | Sarah Inglis             | GBR  | 15:45,23   |
| 04    | Liv Westphal             | FRA  | 15:49,11   |
| 05    | Francesca Tommasi        | ITA  | 15:49,79   |
| 06    | Sara Christiansson       | SWE  | 16:06,05   |
| 07    | Chiara Scherrer          | CHE  | 16:23,58   |
| 08    | Moira Stewartová         | CZE  | 16:28,41   |
| 09    | Paulina Kaczyńska        | POL  | 16:40,04   |
| 10    | Janica Rauma             | FIN  | 16:47,18   |
| 11    | Wiktorija Schkurko       | UKR  | 17:16,93   |
| DNF   | Viktoria-Elizabeth Tsoli | GRC  |            |

Datum: 11. August

#### 100 m Hürden

##### Ausscheidungsrennen 1
| Platz  | Athletin           | Land | Zeit (s) |
| ------ | ------------------ | ---- | -------- |
| 1 (03) | Cindy Roleder      | GER  | 13,04    |
| 2 (04) | Annimari Korte     | FIN  | 13,11    |
| 3 (06) | Elisavet Pesiridou | GRC  | 13,20    |
| 4 (09) | Fanny Quenot       | FRA  | 13,62    |
| 5 (11) | Noemi Zbären       | CHE  | 13,66    |
| 6 (12) | Malin Skogström    | SWE  | 13,93    |

In Klammern: Platzierung in der Gesamtwertung aus beiden Läufen
Die Hürdensprinterinnen auf den Rängen eins bis acht qualifizierten sich für das Finale. Die Teilnehmer auf den Plätzen neun bis elf schieden aus und gingen mit den hier erreichten Punkten in die Wertung ein.
 ausgeschieden
Datum: 9. August
Wind: +0,4 m/s

##### Ausscheidungsrennen 2
| Platz  | Athletin          | Land | Zeit (s) |
| ------ | ----------------- | ---- | -------- |
| 1 (01) | Luminosa Bogliolo | ITA  | 12,83    |
| 2 (02) | Karolina Kołeczek | POL  | 12,85    |
| 3 (05) | Cindy Ofili       | GBR  | 13,16    |
| 4 (06) | Hanna Plotizyna   | UKR  | 13,20    |
| 5 (08) | Caridad Jerez     | ESP  | 13,53    |
| 6 (09) | Lucie Koudelová   | CZE  | 13,62    |

In Klammern: Platzierung in der Gesamtwertung aus beiden Läufen
Die Hürdensprinterinnen auf den Rängen eins bis acht qualifizierten sich für das Finale. Die Teilnehmer auf den Plätzen neun bis elf schieden aus und gingen mit den hier erreichten Punkten in die Wertung ein.
 ausgeschieden
Datum: 9. August
Wind: +0,3 m/s

##### Finale
| Platz | Athletin           | Land | Zeit (min) |
| ----- | ------------------ | ---- | ---------- |
| 1     | Luminosa Bogliolo  | ITA  | 12,87      |
| 2     | Cindy Roleder      | GER  | 12,87      |
| 3     | Karolina Kołeczek  | POL  | 12,88      |
| 4     | Cindy Ofili        | GBR  | 13,12      |
| 5     | Annimari Korte     | FIN  | 13,20      |
| 6     | Hanna Plotizyna    | UKR  | 13,26      |
| 7     | Elisavet Pesiridou | GRC  | 13,27      |
| 8     | Caridad Jerez      | ESP  | 13,59      |

Datum: 11. August
Wind: −1,2 m/s

#### 400 m Hürden

##### Ausscheidungsrennen 1
| Platz  | Athletin          | Land | Zeit (s) |
| ------ | ----------------- | ---- | -------- |
| 1 (01) | Zuzana Hejnová    | CZE  | 55,80    |
| 2 (02) | Joanna Linkiewicz | POL  | 55,94    |
| 3 (04) | Meghan Beesley    | GBR  | 56,35    |
| 4 (07) | Aurélie Chaboudez | FRA  | 57,66    |
| 5 (08) | Hanna Palmqvist   | SWE  | 58,38    |
| 6 (12) | Anna Kiafa        | GRC  | 59,61    |

In Klammern: Platzierung in der Gesamtwertung aus beiden Läufen
Die Hürdenläuferinnen auf den Rängen eins bis acht qualifizierten sich für das Finale. Die Teilnehmer auf den Plätzen neun bis elf schieden aus und gingen mit den hier erreichten Punkten in die Wertung ein.
 ausgeschieden
Datum: 9. August

##### Ausscheidungsrennen 2
| Platz  | Athletin                 | Land | Zeit (s) |
| ------ | ------------------------ | ---- | -------- |
| 1 (03) | Anna Ryschykowa          | UKR  | 56,28    |
| 2 (05) | Ayomide Folorunso        | ITA  | 56,49    |
| 3 (06) | Yasmin Giger             | CHE  | 56,90    |
| 4 (09) | Jackie Baumann           | GER  | 58,53    |
| 5 (10) | Salma Celeste Paralluelo | ESP  | 58,64    |
| 6 (11) | Viivi Lehikoinen         | FIN  | 59,35    |

In Klammern: Platzierung in der Gesamtwertung aus beiden Läufen
Die Hürdenläuferinnen auf den Rängen eins bis acht qualifizierten sich für das Finale. Die Teilnehmer auf den Plätzen neun bis elf schieden aus und gingen mit den hier erreichten Punkten in die Wertung ein.
 ausgeschieden
Datum: 9. August

##### Finale
| Platz | Athletin          | Land | Zeit (min) |
| ----- | ----------------- | ---- | ---------- |
| 1     | Zuzana Hejnová    | CZE  | 55,10      |
| 2     | Anna Ryschykowa   | UKR  | 55,61      |
| 3     | Joanna Linkiewicz | POL  | 55,67      |
| 4     | Ayomide Folorunso | ITA  | 56,34      |
| 5     | Yasmin Giger      | CHE  | 56,34      |
| 6     | Meghan Beesley    | GBR  | 56,46      |
| 7     | Aurélie Chaboudez | FRA  | 57,98      |
| 8     | Hanna Palmqvist   | SWE  | 59,05      |

Datum: 10. August
Wind: −0,7 m/s

#### 3000 m Hindernis
| Platz | Athlet                   | Land | Zeit (min) |
| ----- | ------------------------ | ---- | ---------- |
| 01    | Gesa Felicitas Krause    | GER  | 09:36,67   |
| 02    | Irene Sánchez-Escribano  | ESP  | 09:39,24   |
| 03    | Rosie Clarke             | GBR  | 09:39,85   |
| 04    | Camilla Richardsson      | FIN  | 09:42,97   |
| 05    | Alicja Konieczek         | POL  | 09:53,30   |
| 06    | Ophélie Claude-Boxberger | FRA  | 09:54,66   |
| 07    | Chiara Scherrer          | CHE  | 09:58,21   |
| 08    | Lucie Sekanová           | CZE  | 10:00,70   |
| 09    | Isabel Mattuzzi          | ITA  | 10:03,75   |
| 10    | Linn Söderholm           | SWE  | 10:22,58   |
| 11    | Isavella Kotsachili      | GRC  | 10:22,66   |
| 12    | Anna Zhmurko             | UKR  | 10:44,81   |

Datum: 10. August

#### 4 × 100 m Staffel

##### Lauf 1
| Platz | Besetzung      | Land                                                                        | Zeit (s) |
| ----- | -------------- | --------------------------------------------------------------------------- | -------- |
| 1 (1) | Frankreich     | Carolle Zahi Orlann Ombissa-Dzangue Estelle Raffai Gouanindji Sarah Richard | 43,09    |
| 2 (3) | Großbritannien | Kristal Awuah Alisha Rees Bianca Williams Rachel Miller                     | 43,46    |
| 3 (4) | Deutschland    | Jennifer Montag Lisa Nippgen Jessica-Bianca Wessolly Laura Müller           | 43,76    |
| 4 (5) | Spanien        | María Isabel Pérez Cristina Lara Paula Sevilla Jaël Bestué                  | 43,94    |
| 5 (6) | Italien        | Zaynab Dosso Gloria Hooper Anna Bongiorni Johanelis Herrera Abreu           | 44,20    |
| 6 (7) | Polen          | Kamila Ciba Katarzyna Sokólska Magdalena Stefanowicz Ewa Swoboda            | 44,23    |

In Klammern: Platzierung in der Gesamtwertung aus beiden Läufen
Datum: 10. August

##### Lauf 2
| Platz  | Besetzung    | Land                                                                        | Zeit (s) |
| ------ | ------------ | --------------------------------------------------------------------------- | -------- |
| 1 (02) | Schweiz      | Ajla Del Ponte Sarah Atcho Mujinga Kambundji Cornelia Halbheer              | 43,11    |
| 2 (08) | Tschechien   | Klára Seidlová Marcela Pírková Lucie Domská Nikola Bendová                  | 44,30    |
| 3 (09) | Ukraine      | Wiktorija Ratnikowa Hanna Plotizyna Jana Katschur Hanna Tschubkowzowa       | 44,34    |
| 4 (10) | Finnland     | Johanna Kylmänen Lotta Kemppinen Anniina Kortetmaa Hanna-Maari Latvala      | 44,38    |
| 5 (11) | Griechenland | Maria Gatou Elisavet Pesiridou Kyriaki Samani Rafaela Spanoudaki-Chatziriga | 44,40    |
| 6 (12) | Schweden     | Lisa Lilja Linnea Killander Daniella Busk Marie Kimumba                     | 44,51    |

In Klammern: Platzierung in der Gesamtwertung aus beiden Läufen
Datum: 10. August

#### 4 × 400 m Staffel

##### Lauf 1
| Platz | Besetzung      | Land                                                                                 | Zeit (min) |
| ----- | -------------- | ------------------------------------------------------------------------------------ | ---------- |
| 1 (1) | Polen          | Iga Baumgart-Witan Anna Kiełbasińska Małgorzata Hołub-Kowalik Justyna Święty-Ersetic | 3:24,81    |
| 2 (2) | Großbritannien | Emily Diamond Jodie Williams Zoey Clark Jessica Turner                               | 3:27,12    |
| 3 (3) | Italien        | Maria Benedicta Chigbolu Ayomide Folorunso Rebecca Borga Giancarla Trevisan          | 3:27,32    |
| 4 (5) | Deutschland    | Luna Bulmahn Nelly Schmidt Nadine Gonska Karolina Pahlitzsch                         | 3:31,18    |
| 5 (6) | Frankreich     | Estelle Perrossier Amandine Brossier Agnès Raharolahy Diana Iscaye                   | 3:31,73    |
| 6 (7) | Spanien        | Andrea Jiménez Aauri Bokesa Carmen Sánchez Salma Celeste Paralluelo                  | 3:32,72    |

In Klammern: Platzierung in der Gesamtwertung aus beiden Läufen
Datum: 11. August

##### Lauf 2
| Platz  | Besetzung    | Land                                                                 | Zeit (min) |
| ------ | ------------ | -------------------------------------------------------------------- | ---------- |
| 1 (04) | Ukraine      | Anastassija Bryshina Tetjana Melnyk Kateryna Klymjuk Anna Ryschykowa | 3:29,33    |
| 2 (08) | Griechenland | Korina Politi Despina Mourta Elpida-Ioanna Karkalatou Irini Vasiliou | 3:33,01    |
| 3 (09) | Tschechien   | Martina Hofmanová Tereza Petržilková Marcela Pírková Lada Vondrová   | 3:33,24    |
| 4 (10) | Schweiz      | Cornelia Halbheer Rachel Pellaud Veronica Vancardo Yasmin Giger      | 3:33,73    |
| 5 (11) | Schweden     | Marie Kimumba Linnea Killander Lisa Lilja Moa Hjelmer                | 3:35,97    |
| 6 (12) | Finnland     | Eveliina Määttänen Jeanine Nygård Amira Chokairy Ida Ravaska         | 3:37,32    |

In Klammern: Platzierung in der Gesamtwertung aus beiden Läufen
Datum: 11. August

#### Hochsprung
| Platz | Athletin           | Land | Höhe (m) |
| ----- | ------------------ | ---- | -------- |
| 01    | Julija Lewtschenko | UKR  | 1,97     |
| 02    | Erika Kinsey       | SWE  | 1,94     |
| 03    | Alessia Trost      | ITA  | 1,94     |
| 04    | Imke Onnen         | GER  | 1,90     |
| 05    | Kamila Lićwinko    | POL  | 1,90     |
| 06    | Tatiana Gousin     | GRC  | 1,85     |
| 07    | Salome Lang        | CHE  | 1,85     |
| 08    | Solène Gicquel     | FRA  | 1,85     |
| 09    | Bára Sajdoková     | CZE  | 1,80     |
| 09    | Saleta Fernández   | ESP  | 1,80     |
| 11    | Emma Nuttall       | GBR  | 1,80     |
| DNS   | Ella Junnila       | FIN  |          |

Datum: 11. August

#### Stabhochsprung
| Platz | Athletin              | Land | Höhe (m) |
| ----- | --------------------- | ---- | -------- |
| 01    | Katerina Stefanidi    | GRC  | 4,70     |
| 02    | Maryna Kylypko        | UKR  | 4,56     |
| 03    | Angelica Bengtsson    | SWE  | 4,46     |
| 03    | Ninon Guillon-Romarin | FRA  | 4,46     |
| 05    | Sonia Malavisi        | ITA  | 4,46     |
| 06    | Romana Maláčová       | CZE  | 4,36     |
| 07    | Angelica Moser        | CHE  | 4,36     |
| 08    | Wilma Murto           | FIN  | 4,21     |
| 08    | Sophie Cook           | GBR  | 4,21     |
| 10    | Kamila Przybyła       | POL  | 4,21     |
| 11    | Miren Bartolomé       | ESP  | 4,21     |
| NMH   | Lisa Ryzih            | GER  | ogV      |

Datum: 10. August

#### Weitsprung
| Platz | Athletin               | Land | Weite (m) |
| ----- | ---------------------- | ---- | --------- |
| 01    | Malaika Mihambo        | GER  | 7,11 w    |
| 02    | Abigail Irozuru        | GBR  | 6,75 w    |
| 03    | Éloyse Lesueur-Aymonin | FRA  | 6,7200    |
| 04    | Fátima Diame           | ESP  | 6,62 w    |
| 05    | Taika Koilahti         | FIN  | 6,5900    |
| 06    | Efthymia Kolokytha     | GRC  | 6,4300    |
| 07    | Erika Kinsey           | SWE  | 6,2900    |
| 08    | Tania Vicenzino        | ITA  | 6,2700    |
| 09    | Emma Piffaretti        | CHE  | 6,2400    |
| 10    | Michaela Kučerová      | CZE  | 6,2100    |
| 11    | Magdalena Żebrowska    | POL  | 6,1500    |
| DOP   | Anna Krassuzka         | UKR  |           |

Datum: 11. August
Mittels der Dopingproben der Ukrainerin Anna Krassuzkas vom 19. Februar 2019 wurden Verstöße gegen die Antidopingbestimmungen nachgewiesen. Anna Krassuzka wurde darauf für vier Jahre gesperrt und ihr wurden alle ab dem 20. Februar 2019 bis zum Ende der Sperre erzielten Ergebnisse aberkannt.

#### Dreisprung
| Platz | Athletin               | Land | Weite (m) |
| ----- | ---------------------- | ---- | --------- |
| 01    | Paraskevi Papachristou | GRC  | 14,4800   |
| 02    | Ana Peleteiro          | ESP  | 14,2700   |
| 03    | Ottavia Cestonaro      | ITA  | 14,1800   |
| 04    | Olha Saladucha         | UKR  | 14,1100   |
| 05    | Kristiina Mäkelä       | FIN  | 14,1000   |
| 06    | Kristin Gierisch       | GER  | 13,9100   |
| 07    | Naomi Ogbeta           | GBR  | 13,9000   |
| 08    | Adrianna Szóstak       | POL  | 13,67 w   |
| 09    | Emelie Nyman-Wänseth   | SWE  | 13,10 w   |
| 10    | Maeva Phesor           | FRA  | 13,0400   |
| 11    | Alina Tobler           | CHE  | 12,86 w   |
| 12    | Emma Maštalířová       | CZE  | 12,5700   |

Datum: 10. August

#### Kugelstoßen
| Platz | Athletin            | Land | Weite (m) |
| ----- | ------------------- | ---- | --------- |
| 01    | Christina Schwanitz | GER  | 18,93     |
| 02    | Fanny Roos          | SWE  | 18,54     |
| 03    | Sophie McKinna      | GBR  | 17,94     |
| 04    | Paulina Guba        | POL  | 17,77     |
| 05    | Olha Holodna        | UKR  | 17,18     |
| 06    | Markéta Červenková  | CZE  | 17,11     |
| 07    | Senja Mäkitörmä     | FIN  | 16,55     |
| 08    | Chiara Rosa         | ITA  | 16,46     |
| 09    | Úrsula Ruiz         | ESP  | 16,36     |
| 10    | Caroline Métayer    | FRA  | 15,85     |
| 11    | Evangelía Sofáni    | GRC  | 15,35     |
| 12    | Géraldine Ruckstuhl | CHE  | 13,84     |

Datum: 11. August

#### Diskuswurf
| Platz | Athletin                  | Land | Weite (m) |
| ----- | ------------------------- | ---- | --------- |
| 01    | Claudine Vita             | GER  | 61,09     |
| 02    | Mélina Robert-Michon      | FRA  | 60,61     |
| 03    | Chrysoula Anagnostopoulou | GRC  | 59,02     |
| 04    | Daria Zabawska            | POL  | 58,38     |
| 05    | Salla Sipponen            | FIN  | 56,88     |
| 06    | Daisy Osakue              | ITA  | 55,74     |
| 07    | Natalija Semenowa         | UKR  | 55,30     |
| 08    | Kirsty Law                | GBR  | 54,78     |
| 09    | Eliška Staňková           | CZE  | 54,00     |
| 10    | Vanessa Kamga             | SWE  | 53,32     |
| 11    | June Kintana              | ESP  | 50,63     |
| 12    | Chantal Tanner            | CHE  | 47,72     |

Datum: 9. August

#### Hammerwurf
| Platz | Athletin            | Land | Weite (m) |
| ----- | ------------------- | ---- | --------- |
| 01    | Alexandra Tavernier | FRA  | 72,81     |
| 02    | Joanna Fiodorow     | POL  | 72,13     |
| 03    | Iryna Klymez        | UKR  | 71,67     |
| 04    | Sara Fantini        | ITA  | 67,81     |
| 05    | Charlene Woitha     | GER  | 66,55     |
| 06    | Kateřina Šafránková | CZE  | 66,29     |
| 07    | Berta Castells      | ESP  | 65,35     |
| 08    | Krista Tervo        | FIN  | 64,72     |
| 09    | Nicole Zihlmann     | CHE  | 63,44     |
| 10    | Sophie Hitchon      | GBR  | 63,23     |
| 11    | Stamatia Skarvelis  | GRC  | 63,14     |
| 12    | Ida Storm           | SWE  | 62,06     |

Datum: 11. August

#### Speerwurf
| Platz | Athletin            | Land | Weite (m) |
| ----- | ------------------- | ---- | --------- |
| 01    | Alexie Alaïs        | FRA  | 63,46     |
| 02    | Maria Andrejczyk    | POL  | 63,39     |
| 03    | Irena Šedivá        | CZE  | 61,32     |
| 04    | Arantza Moreno      | ESP  | 57,94     |
| 05    | Sofia Yfandidou     | GRC  | 55,52     |
| 06    | Jenni Kangas        | FIN  | 55,37     |
| 07    | Carolina Visca      | ITA  | 55,13     |
| 08    | Tetjana Fetiskina   | UKR  | 54,31     |
| 09    | Julia Ulbrich       | GER  | 53,24     |
| 10    | Anna Wessman        | SWE  | 51,39     |
| 11    | Géraldine Ruckstuhl | CHE  | 50,70     |
| 12    | Bekah Walton        | GBR  | 46,29     |

Datum: 10. August

## Videolinks
- Superleague
  - Day 1 - European Athletics Team Championships Bydgoszcz 2019, youtube.com, abgerufen am 28. April 2024
  - Day 2 (part 2/2) - European Athletics Team Championships Bydgoszcz 2019, youtube.com, abgerufen am 28. April 2024
  - Day 3 (part 2/2) - European Athletics Team Championships Bydgoszcz 2019, youtube.com, abgerufen am 28. April 2024
  - Day 3 (part 1/2) - European Athletics Team Championships Bydgoszcz 2019, youtube.com, abgerufen am 28. April 2024
  - Day 3 (part 2/2) - European Athletics Team Championships Bydgoszcz 2019, youtube.com, abgerufen am 28. April 2024
  - How Poland won the 2019 European Athletics Team Championships Super League title, youtube.com, abgerufen am 28. April 2024
  - 200m Men: Kilty vs Desalu | 2019 vs 2021 | European Athletics Team Championships, youtube.com, abgerufen am 28. April 2024
  - 800m Men: Kszczot vs Wightman | 2019 vs 2021 | European Athletics Team Championships, youtube.com, abgerufen am 28. April 2024
  - MARCIN LEWANDOWSKI FINAŁ NA 1500 M | DME 2019 | 1 MIEJSCE, youtube.com, abgerufen am 28. April 2024
  - Men’s 400m Hurdles Final - European Athletics Team Championships Bydgoszcz 2019, youtube.com, abgerufen am 28. April 2024
  - Women’s 100m Final - European Athletics Team Championships Bydgoszcz 2019, youtube.com, abgerufen am 28. April 2024
  - 200m Women: Kambundji vs Dobbin | 2019 vs 2021 | European Athletics Team Championships, youtube.com, abgerufen am 28. April 2024
  - 1500m Women: Ennaoui vs Sabbatini | 2019 vs 2021 | European Athletics Team Championships, youtube.com, abgerufen am 28. April 2024
  - 5000m Women: Klein vs Battocletti | 2019 vs 2021 | European Athletics Team Championships, youtube.com, abgerufen am 28. April 2024
  - 100m Hurdles: Bogliolo vs Skrzyszowska | 2019 vs 2021 | European Athletics Team Championships, youtube.com, abgerufen am 28. April 2024
  - 4 x 100m Relay Women. Final A. European Team Championships 2019 Super League. Bydgoszcz. 2019, youtube.com, abgerufen am 28. April 2024
  - 4 x 400m Relay Women. Final A. European Team Championships 2019 Super League. Bydgoszcz. 2019, youtube.com, abgerufen am 28. April 2024
  - Swiety-Ersetic earns MAXIMUM points in Bydgoszcz, youtube.com, abgerufen am 28. April 2024
  - Gold Standard Throws - All winning throws of Bydgoszcz 2019, youtube.com, abgerufen am 28. April 2024
- Liga 1
  - Day 1 - European Athletics Team Championships 1st League Sandnes, youtube.com, abgerufen am 28. April 2024
  - Day 2 - European Athletics Team Championships 1st League Sandnes, youtube.com, abgerufen am 28. April 2024
  - Day 3 - European Athletics Team Championships 1st League Sandnes, youtube.com, abgerufen am 28. April 2024
- Liga 2
  - European Athletics Team Championships Second League - Day 1, youtube.com, abgerufen am 28. April 2024
  - European Athletics Team Championships Second League - Day 2, youtube.com, abgerufen am 28. April 2024
  - 100m Race B. Men. Heat 1. EATC 2019. Second League. Varazdin. CRO, youtube.com, abgerufen am 28. April 2024
  - 200m Men. Heat 2. EATC 2019. Second League. Varazdin. CRO, youtube.com, abgerufen am 28. April 2024
  - 4x100m Men. Heat 2. EATC 2019. Second League. Varazdin. CRO, youtube.com, abgerufen am 28. April 2024
  - 400m Men. Heat 1. EATC 2019. Second League. Varazdin. CRO, youtube.com, abgerufen am 28. April 2024
  - 100m Women. Heat 2. EATC 2019. Second League. Varazdin. CRO, youtube.com, abgerufen am 28. April 2024
  - Ivet Lalova - Women. Heat 2. EATC 2019. Second League. Varazdin. CRO, youtube.com, abgerufen am 28. April 2024
  - 400m Women. Heat 1. EATC 2019. Second League. Varazdin. CRO, youtube.com, abgerufen am 28. April 2024
  - 4x100m Women. Heat 2. EATC 2019. Second League. Varazdin. CRO, youtube.com, abgerufen am 28. April 2024

- Liga 3
  - EUROPEAN ATHLETICS / TEAM CHAMPIONSHIPS - 3rd LEAGUE - Skopje 2019 / Live Stream 10.8.2019, youtube.com, abgerufen am 28. April 2024
  - EUROPEAN ATHLETICS / TEAM CHAMPIONSHIPS - 3rd LEAGUE - Skopje 2019 / Live Stream 11.8.2019, youtube.com, abgerufen am 28. April 2024